# Castejón de las Armas
Castejón de las Armas (aragónul Castellón de las Armas) település Spanyolországban,  Zaragoza tartományban. Castejón de las Armas Alhama de Aragón, Ateca, Carenas és Bubierca községekkel határos. Lakosainak száma 88 fő (2024).

## Népesség
A település népessége az utóbbi években az alábbiak szerint változott:
| Lakosok száma | 128  | 99   | 114  | 117  | 118  | 105  | 87   | 87   | 81   | 88   |
|               | 2001 | 2004 | 2007 | 2009 | 2012 | 2014 | 2017 | 2019 | 2022 | 2024 |